# La Vega, Cauca
La Vega är en ort i Colombia.   Den ligger i departementet Cauca, i den sydvästra delen av landet, 400 km sydväst om huvudstaden Bogotá. La Vega ligger 2 237 meter över havet och antalet invånare är 3 469.
Terrängen runt La Vega är bergig åt nordväst, men åt sydost är den kuperad. Runt La Vega är det ganska glesbefolkat, med 23 invånare per kvadratkilometer. La Vega är det största samhället i trakten. I omgivningarna runt La Vega växer i huvudsak städsegrön lövskog.